# BBC
BBC (viết tắt của British Broadcasting Corporation, tiếng Việt: Tập đoàn truyền thông Anh Quốc) là tập đoàn phát thanh và truyền hình quốc gia của Vương quốc Liên hiệp Anh và Bắc Ireland. BBC là đài truyền thông quốc gia lâu đời nhất trên thế giới cũng như là cơ quan truyền thông lớn nhất thế giới theo số lượng nhân viên (hơn 20 nghìn nhân viên, hơn 35 nghìn nếu tính thêm các nhân viên bán thời gian và nhân viên hợp đồng ngắn hạn). Trụ sở của BBC nằm ở Broadcasting House, Luân Đôn. Các sản phẩm của BBC bao gồm các chương trình và thông tin trên TV, trên đài phát thanh và trên Internet. Nhiệm vụ chính của BBC là đưa truyền thông đại chúng trung lập tại Anh Quốc, Channel Islands và Isle of Man.
BBC được thành lập dưới Hiến chương Hoàng gia Anh và hoạt động dưới sự chấp thuận của Bộ trưởng Bộ Văn hóa, Phương tiện và Thể thao Anh. Đài BBC thu lợi nhuận chủ yếu bằng một khoản lệ phí  được thu từ tất cả các hộ gia đình, các công ty và tổ chức sử dụng bất kì loại thiết bị nào để thu lại hoặc thu trực tiếp tín hiệu từ đài. Khoản phí này được đặt ra bởi Chính phủ Anh, được chấp thuận bởi Nghị viện Anh, và được sử dụng để gây quỹ cho các dịch vụ radio, TV và các dịch vụ trực tuyến khác của BBC bao trùm toàn bộ nước Anh. Từ 1/4/2014, khoản phí này cũng gây quỹ cho hệ thống tin tin tức thế giới (BBC World Service), thành lập năm 1932, mà cung cấp các hệ thống TV, radio và các dịch vụ trực tuyến khác bằng tiếng Ả Rập, tiếng Ba Tư và hơn 28 ngôn ngữ khác, bao gồm cả tiếng Việt.
Khoảng một phần tư lợi nhuận của BBC đến từ lệ phí thương mại của BBC Worldwide Ltd., từ khoản tiền có được từ việc bán các chương trình truyền hình và các dịch vụ khác ra các nước khác, và từ hệ thống tin tức quốc tế 24/7 bằng tiếng Anh BBC World News và BBC.com, được cung cấp bởi BBC Global News Ltd.

## Lịch sử

### Sự khai sinh của phát sóng quảng bá ở Anh, 1920 tới 1922
Buổi phát sóng trực tiếp đầu tiên của Anh từ nhà máy Marconi ở Chelmsford diễn ra vào tháng 6 năm 1920. Nó được tài trợ bởi Ngài Northcliffe của tờ Daily Mail và có mặt ca sĩ giọng nhạc cao nổi tiếng của Úc Dame Nellie Melba. Buổi phát sóng của Melba thu hút nhiều người và đánh dấu một bước ngoặt trong thái độ của công chúng Anh với đài radio. Tuy nhiên sự nhiệt tình này của công chúng không lan sang phạm vi của chính phủ nơi mà các chương trình phát sóng như vậy được lập ra để can thiệp vào các phương tiện liên lạc dân sự và quân sự quan trọng của đối phương. Đến cuối năm 1920, áp lực từ các nguồn này và sự lo lắng đến từ các nhân viên của cơ quan cấp phép, Tổng cục Bưu điện (GPO), đủ để dẫn đến một lệnh cấm phát thanh từ Chelmsford.

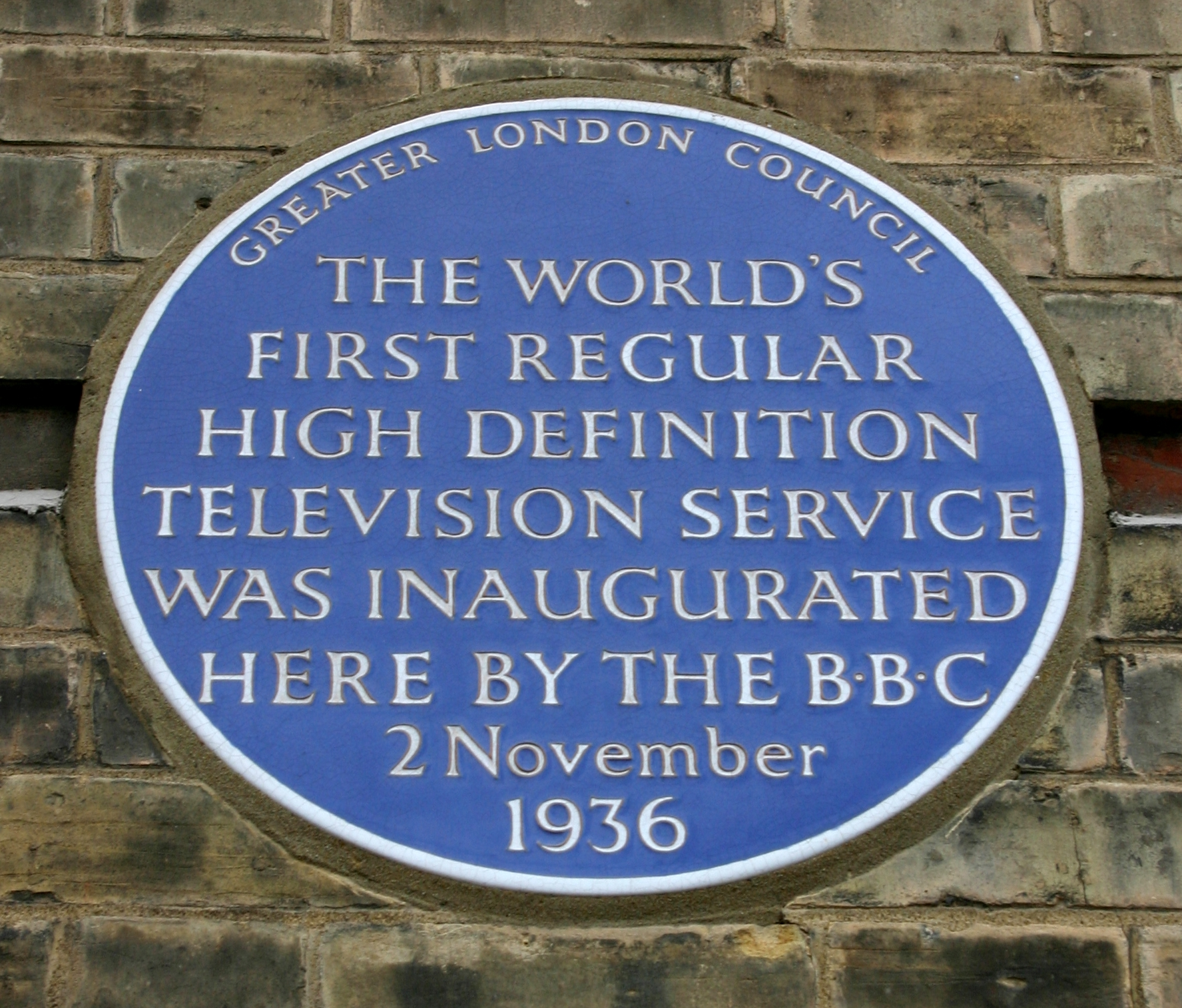
Tấm biển xanh ở Alexandra Palace ghi "Hệ thống truyền hình độ phân giải cao đầu tiên trên thế giới được khánh thành ở đây bởi BBC, 2 tháng 11 năm 1936".

Nhưng vào năm 1922, GPO đã nhận được gần 100 yêu cầu giấy phép phát sóng và dẫn đến hủy bỏ lệnh cấm bởi một kiến nghị của 63 tổ chức radio với hơn 3.000 thành viên. Để tránh sự mở rộng lộn xộn vốn đã xảy ra tại Hoa Kỳ, GPO đề xuất rằng sẽ cấp một giấy phép phát sóng duy nhất cho một công ty đồng sở hữu bởi một tập hợp của những nhà sản xuất thiết bị thu sóng không dây hàng đầu, được biết đến như British Broadcasting Company Ltd (Công ty trách nhiệm hữu hạn phát thanh (và truyền hình) Anh). John Reith, một người Scotland theo phái Calvin, được bổ nhiệm làm Tổng Giám đốc vào Tháng 12 năm 1922, một vài tuần sau khi Công ty đã có buổi phát sóng chính thức đầu tiên. Công ty đã được cấp vốn bằng tiền bán bản quyền bộ tiếp nhận không dây từ các nhà sản xuất đã được phê duyệt và lệ phí bản quyền.

### Từ công ty tư nhân tới công ty cung cấp dịch vụ công cộng, 1923 tới 1926
Việc sắp xếp tài chính sớm được chứng tỏ là không đầy đủ. Doanh thu bán hàng trở nên đáng thất vọng khi những người nghiệp dư đã làm riêng bộ thu và người nghe đã mua những bộ thu không được cấp phép từ đối thủ. Đến giữa năm 1923, các cuộc thảo luận giữa GPO và BBC đã trở nên bế tắc và Bưu Tổng ủy được ủy quyền để xem xét về việc phát sóng do Ủy ban Sykes. Ủy ban này đề nghị một sự tổ chức lại ngắn hạn về lệ phí cấp giấy phép với sự cải thiện tốt hơn để giải quyết khó khăn tài chính trước mắt của BBC, và một phần gia tăng sự phân chia doanh thu giấy phép giữa BBC và GPO. Điều này được theo sau bởi một lệ phí giấy phép giá 10 shilling (đơn vị tiền thời đó) và không có tiền bản quyền một khi sự bảo hộ của nhà sản xuất thiết bị không dây hết hạn. Sự phát sóng độc quyền của BBC đã được thực hiện một cách rõ ràng trong khoảng thời gian giấy phép phát sóng hiện tại của nó, như là việc cấm phát quảng cáo. BBC cũng đã bị cấm phát bản tin trước 19:00, và yêu cầu dẫn nguồn tất cả các tin tức từ các dịch vụ bên ngoài.
Giữa năm 1925, nền móng cho tương lai của phát thanh truyền hình được xem xét thêm do Ủy ban Crawford. Cho tới lúc đó BBC dưới sự lãnh đạo của Reith đã giả mạo được một văn bản đồng thuận ủng hộ một sự tiếp nối của các dịch vụ truyền thông thống nhất (một cách độc quyền), nhưng cần nhiều tiền hơn để bỏ vốn cho việc mở rộng nhanh chóng. Các nhà sản xuất không dây lúc này rất nóng lòng để thoát khỏi liên minh gây thiệt hại này với việc Reith muốn rằng BBC được xem như là một dịch vụ công cộng chứ không phải là một doanh nghiệp thương mại. Các khuyến nghị của Ủy ban Crawford đã được công bố tháng 3 năm sau đó và vẫn đang được xem xét bởi GPO khi năm 1926 cuộc tổng đình công nổ ra vào tháng Năm. Cuộc đình công tạm thời gián đoạn việc sản xuất báo và những hạn chế về bản tin khiến BBC đột nhiên trở thành nguồn chính của tin tức trong thời gian khủng hoảng.
Cuộc khủng hoảng đặt BBC ở một vị thế khó xử. Một mặt Reith đã nhận thức sâu sắc rằng chính phủ có thể thực hiện quyền của mình để trưng dụng BBC như một cơ quan ngôn luận của Chính phủ bất cứ lúc nào nếu BBC làm ngơ những quy định, nhưng mặt khác ông đã lo lắng để duy trì niềm tin của công chúng bằng cách hoạt động độc lập. Chính phủ đã bị chia thành hai phe về cách xử lý với BBC nhưng cuối cùng lại tin tưởng Reith. Do đó, BBC đã được giao cho đủ thời gian để theo đuổi mục tiêu của Chính phủ chủ yếu theo cách lựa chọn riêng của BBC. Phạm vi bao quát về quan điểm của cả những người đình công và chính phủ đã gây ấn tượng với hàng triệu thính giả, những người không hề biết rằng Thủ tướng đã phát sóng đến toàn đất nước từ nhà của Reith, sử dụng một trong những "sound bite" (một đoạn phát biểu hoặc nhạc được tách ra từ một đoạn âm thanh dài) của Reith chèn vào phút cuối. Reith đích thân công bố kết thúc cuộc đình công mà ông chỉ ra bằng cách đọc từ "Jerusalem" (nơi hạnh phúc) của Blake nghĩa rằng nước Anh đã được giải cứu.
BBC đã thoát ra khỏi cuộc khủng hoảng và được theo sau bởi sự chấp nhận chính thức của Chính phủ về kiến nghị của Ủy ban Crawford về việc chuyển giao các hoạt động của công ty cho British Broadcasting Corporation (Tổng công ty phát thanh truyền hình Anh), vốn được thành lập bởi Hiến chương Hoàng gia. Reith đã được phong tước hiệp sĩ và vào ngày 01 tháng 1 năm 1927 ông trở thành Tổng giám đốc đầu tiên của Tổng công ty phát thanh truyền hình Anh.

Để đại diện cho mục đích của và giá trị (đã nêu), Tổng công ty đã thông qua huy hiệu (coat of arms), bao gồm cả câu khẩu hiệu "Nation shall speak peace unto Nation".

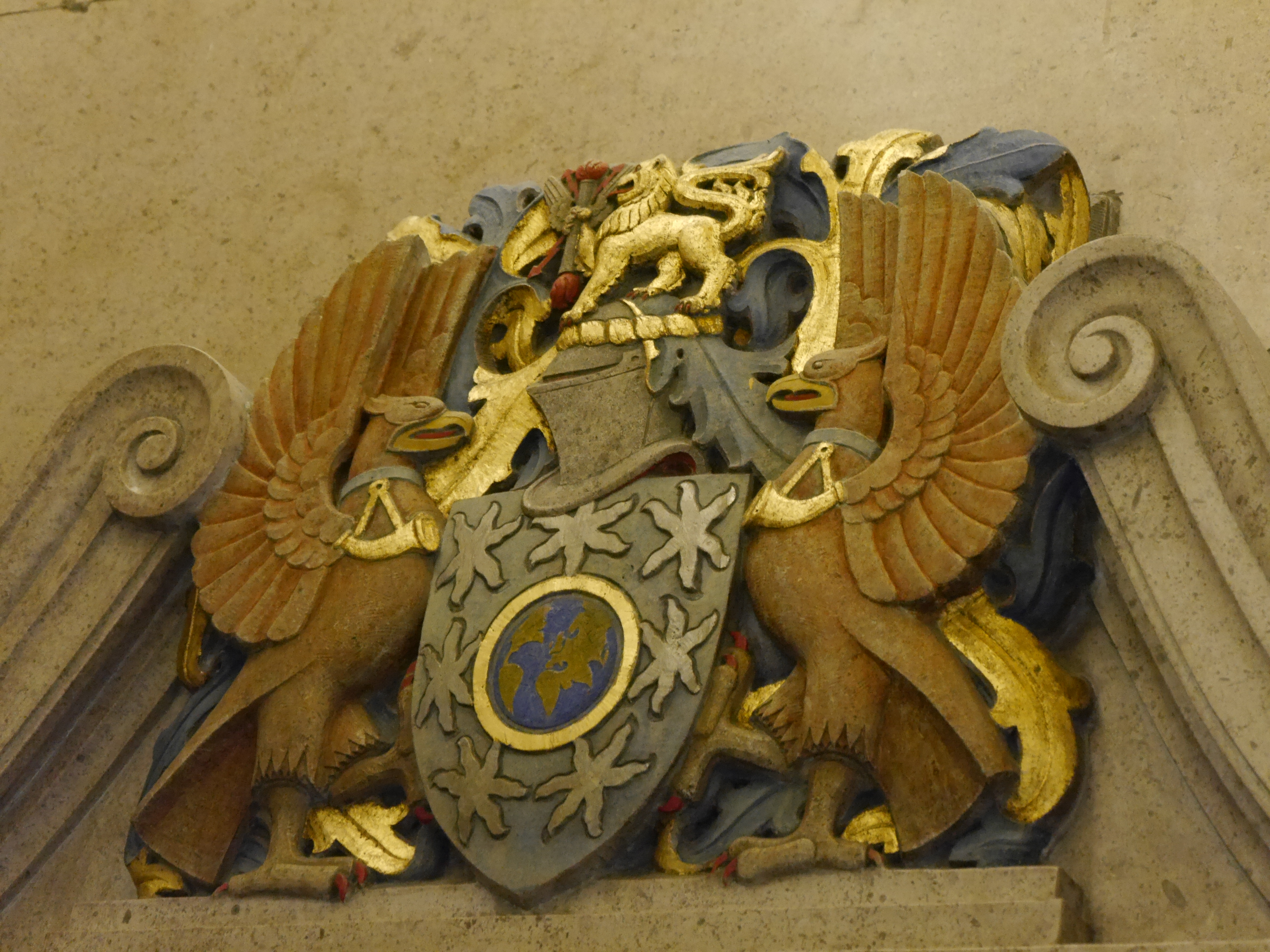
Phù hiệu cũ của BBC

### 1926 đến 1939
Khán giả radio ở Anh có ít sự lựa chọn ngoài các chương trình dành cho giới thượng lưu của BBC. Reith, một tổng giám đốc theo chủ nghĩa đạo đức một cách mạnh mẽ, là người phụ trách hoàn toàn. Mục tiêu của ông là phát sóng "Tất cả những gì tốt nhất từ tất cả các bộ phận của tri thức nhân loại, các nỗ lực và thành tích.... Việc bảo tồn một phong thái đạo đức rõ ràng là hết sức quan trọng." Reith đã thành công trong việc chống lại một kiểu radio free-for-all (miễn phí cho tất cả) kiểu Mỹ, trong đó mục tiêu là để thu hút lượng khán giả lớn nhất và do đó đảm bảo doanh thu từ quảng cáo lớn nhất. Không có quảng cáo trả tiền trên đài BBC; tất cả các doanh thu đến từ một loại phí đánh vào bộ thu sóng.Những khán giả trí thức rất thích nó. Tại thời điểm khi các đài của Mỹ, Úc và Canada đã thu hút rất nhiều khán giả cổ vũ cho đội địa phương của họ với việc phát sóng bóng chày, bóng bầu dục và khúc côn cầu, BBC nhấn mạnh dịch vụ cho một quốc gia, chứ không phải là một đối tượng trong một khu vực. Đua thuyền cũng được tường thuật cùng với quần vợt và đua ngựa, nhưng BBC đã miễn cưỡng tiếu tốn một khoảng thời gian cực kì hạn chế của nó với các trận đấu bóng đá hay cricket thời gian dài, bất chấp sự phổ biến của nó.

### BBC với các loại hình truyền thông khác
Sự thành công của phát thanh gây nên sự thù hằn giữa BBC và các loại hình truyền thông được thành lập trước như nhà hát, phòng hòa nhạc và ngành công nghiệp ghi âm. Đến năm 1929, BBC phàn nàn rằng các đại diện của nhiều nghệ sĩ hài từ chối ký hợp đồng phát sóng vì sợ nó sẽ tổn hại các nghệ sĩ "bằng việc làm giảm giá trị của các nghệ sĩ như một nghệ sĩ có thể thấy được trong phòng hòa nhạc". Mặt khác, đài BBC đã "quan tâm sâu sắc" đến sự hợp tác với các công ty thu âm mà "trong những năm gần đây đã không trì trệ trong việc làm các bản thu âm cho các ca sĩ, dàn nhạc, các ban nhạc khiêu vũ,... những người người đã chứng tỏ sức mạnh của việc đạt được sự nổi tiếng bởi phát thanh không dây". Kịch trên đài đã phổ biến đến mức BBC nhận được đến 6.000 bản thảo vào năm 1929, hầu hết trong số đó được viết cho sân khấu và ít có giá trị khi phát sóng: "Ngày này qua ngày khác, bản thảo đi vào, và gần như tất cả chúng đều đi ra một lần nữa qua đường bưu điện, với một lời nhắn rằng 'Chúng tôi rất tiếc,...' ". Vào năm 1930 chương trình âm nhạc cũng rất phổ biến, ví dụ như các chương trình phát sóng rộng khắp tại Hội trường St George, Langham Place, bởi Reginald Foort, người chính thức giữ chức vai trò Nghệ sĩ Organ của BBC từ 1936-1938; Foort tiếp tục làm việc cho đài BBC như một nghề tự do vào năm 1940 và đã có được một số người ủng hộ trên toàn quốc.
Chương trình thử nghiệm phát sóng truyền hình được bắt đầu vào năm 1932, sử dụng một hệ thống cơ điện 30-dòng được phát triển bởi John Logie Baird. Chương trình phát sóng hạn chế sử dụng hệ thống này bắt đầu vào năm 1934, và một dịch vụ mở rộng (nay có tên là BBC Television Service) bắt đầu phát từ Alexandra Palace vào năm 1936, xen giữa một hệ thống dây chuyền Baird 240 dòng được cải thiện và hệ thống Marconi-EMI 405 dòng. Sự vượt trội của hệ thống điện tử này đã khiến cho hệ thống cơ khí bị loại bỏ vào đầu năm sau.

### 1939 đến 2000
Việc phát sóng truyền hình đã bị đình chỉ từ ngày 1 tháng 9 năm 1939 đến ngày 7 tháng 6 năm 1946 trong thời gian diễn ra Thế Chiến thứ Hai, và các phát thanh viên của BBC Radio như Reginald Foort được giao trọng trách giữ lửa cho tinh thần của quốc gia. BBC đã di chuyển nhiều hoạt động phát thanh của mình ra khỏi Luân Đôn, ban đầu là đến Bristol, và sau đó đến Bedford. Các buổi hòa nhạc được phát sóng từ Corn Exchange; Nhà lễ Ba ngôi ở Nhà thờ St Paul ở Bedford là phòng thu phục vụ hàng ngày từ năm 1941 đến năm 1945, và trong những ngày đen tối của chiến tranh năm 1941, Tổng giám mục xứ Canterbury và York đến Nhà thờ St Paul để phát sóng tới Anh quốc vào ngày Quốc khánh cầu nguyện.

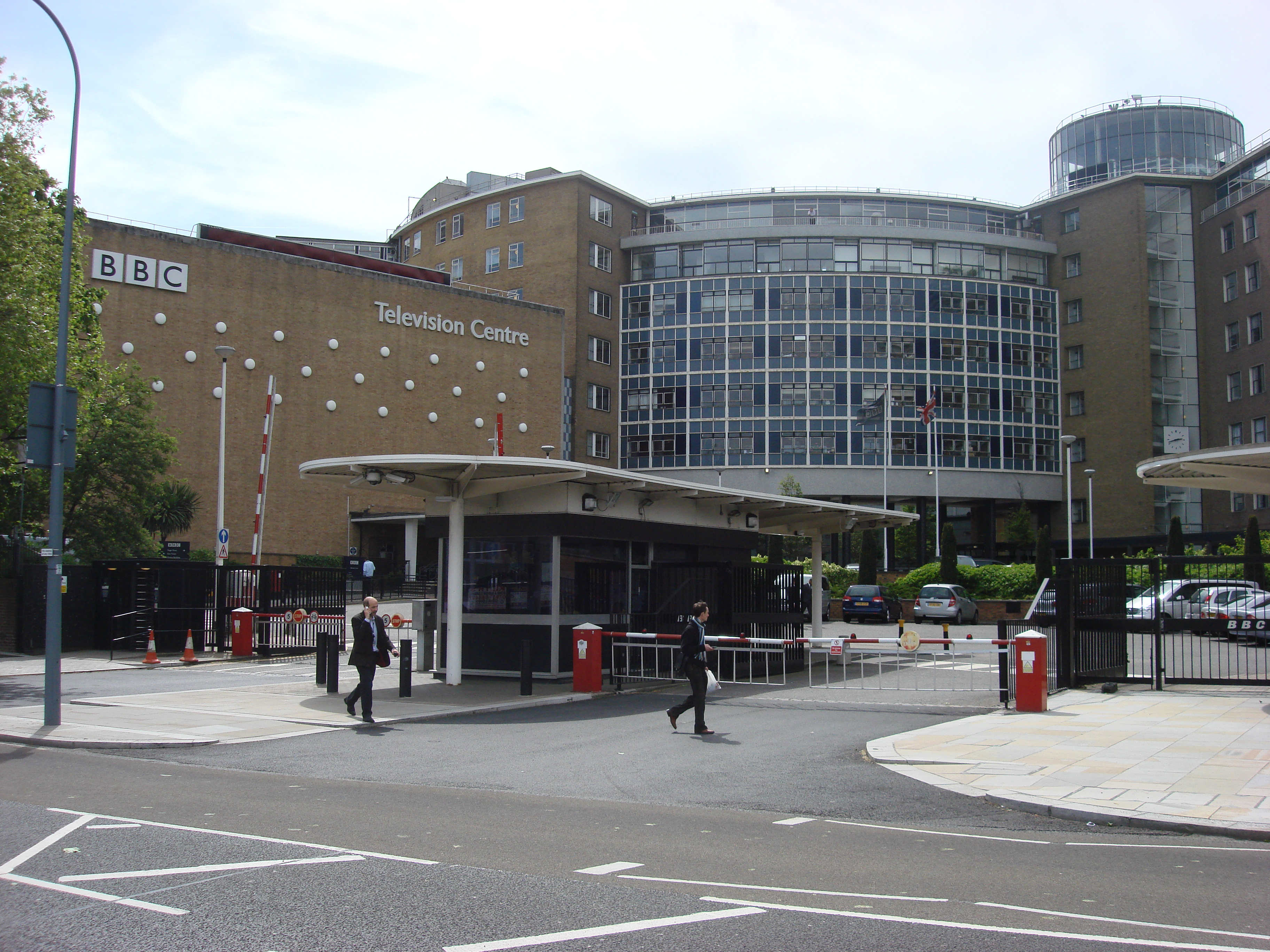
BBC Television Centre ở White City, Tây Luân Đôn, mở cửa vào 1960 và đóng cửa vào 2013.

Liên minh Phát thanh Châu Âu được thành lập vào ngày 12 tháng 2 năm 1950, tại Torquay với BBC là một trong số 23 tổ chức phát sóng sáng lập.
Sự cạnh tranh đối với BBC bắt đầu đến vào năm 1955, với sự xuất hiện của mạng lưới truyền hình thương mại và độc lập ITV. Tuy nhiên, sự độc quyền của BBC đối với các dịch vụ radio vẫn tồn tại cho đến ngày 8 tháng 10 năm 1973 dưới sự kiểm soát của Cơ quan phát thanh độc lập (IBA). Đài phát thanh địa phương độc lập đầu tiên của Anh, LBC đã phát sóng trực tuyến ở khu vực Luân Đôn. Theo báo cáo của Uỷ ban Pilkington năm 1962, trong đó BBC được đánh giá cao về chất lượng và phạm vi của các chương trình của nó, trong khi đó ITV đã bị chỉ trích nặng nề vì không cung cấp đủ chương trình chất lượng, quyết định đã được đưa ra để cho phép BBC có một kênh truyền hình thứ hai, BBC2; năm 1964, BBC đổi tên cho dịch vụ hiện tại thành BBC1. BBC2 đã sử dụng tiêu chuẩn 625 có độ phân giải cao hơn vốn đã được chuẩn hóa trên khắp châu Âu. BBC2 đã được phát sóng có màu từ ngày 1 tháng 7 năm 1967, và BBC1 và ITV theo sau vào ngày 15 tháng 11 năm 1969. Truyền tải VHF 405 của BBC1 (và ITV) đã được tiếp tục để tương thích với các máy thu hình cũ hơn cho đến năm 1985.
Bắt đầu từ năm 1964, một loạt các đài "pirate radio" (một thuật ngữ để chỉ các đài phát sóng không giấy phép, bắt đầu bằng Radio Caroline) được ra mắt và buộc chính phủ Anh phải điều chỉnh dịch vụ radio để cho phép các dịch vụ tài trợ dựa trên quảng cáo trên toàn quốc. Như lời đáp lại, BBC đã tổ chức lại và đổi tên các kênh radio của họ. Vào ngày 30 tháng 9 năm 1967, "The Light Programme" đã được chia thành Radio 1 cung cấp liên tục âm nhạc "Popular" (nhạc phổ biến) và Radio 2 với "Easy Listening" (dễ nghe). Chương trình "Thứ ba" trở thành Radio 3 cung cấp nhạc cổ điển và chương trình văn hoá. "The Home Service" (dịch vụ gia đình) đã trở thành Radio 4 cung cấp tin tức và nội dung phi âm nhạc như các chương trình đố vui, đọc sách và kịch truyền thanh. Cũng như bốn kênh quốc gia, một loạt các đài phát thanh địa phương của BBC được thành lập năm 1967, bao gồm Radio Luân Đôn.
Năm 1969, bộ phận Doanh nghiệp BBC được thành lập để khai thác các thương hiệu và chương trình BBC cho các sản phẩm thương mại. Năm 1979, nó trở thành một công ty trách nhiệm hữu hạn, BBC Enterprises Ltd.
Năm 1974, dịch vụ teletext (dịch vụ điện toán cung cấp tin tức và các thông tin khác trên màn hình ti vi cho những người đặt thuê) của BBC, Ceefax, đã được giới thiệu, được tạo ra ban đầu để cung cấp phụ đề, nhưng đã phát triển thành một dịch vụ tin tức và thông tin. Năm 1978, nhân viên BBC đã đình công ngay trước lễ Giáng sinh năm đó, do đó ngăn chặn sự truyền tải cả hai kênh và kết hợp cả bốn đài phát thanh thành một.
Kể từ khi bãi bỏ quy định của thị trường truyền hình và phát thanh của Anh trong những năm 1980, BBC đã phải đối mặt với sự cạnh tranh ngày càng khốc liệt từ khu vực truyền hình thương mại (và từ đài truyền hình công cộng có quảng cáo như Channel 4, đtruyền hình vệ tinh, truyền hình cáp và các dịch vụ truyền hình kỹ thuật số
Vào cuối những năm 1980, BBC bắt đầu một quá trình thoái đầu tư bằng cách quay vòng và bán đi một số bộ phận của tổ chức. Năm 1988, BBC bán Thư viện Báo chí Hulton, một kho lưu trữ ảnh đã được mua lại từ tạp chí Picture Post của BBC vào năm 1957. Kho lưu trữ đã được bán cho Brian Deutsch và bây giờ thuộc sở hữu của Getty Images. Trong những năm 1990, quá trình này tiếp tục với việc tách một số bộ phận hoạt động của công ty thành các công ty con độc lập nhưng thuộc sở hữu của BBC với mục đích tạo thêm nguồn thu cho việc sản xuất chương trình. BBC Enterprises được tổ chức lại và tái ra mắt vào năm 1995, dưới cái tên BBC Worldwide Ltd. Năm 1998, các phòng thu BBC, các chương trình phát sóng ngoài, sản xuất, thiết kế, trang phục và tóc giả đã được tách ra thành BBC Resources Ltd.
BBC Research Department (Phòng Nghiên cứu BBC) đã đóng một vai trò quan trọng trong việc phát triển kỹ thuật phát sóng và thu âm. Trong những ngày đầu tiên, nó thực hiện nghiên cứu thiết yếu về âm học và đo mức độ tiếng ồn của chương trình. BBC cũng chịu trách nhiệm cho việc phát triển chuẩn âm thanh NICAM.
Trong những thập kỷ gần đây, một số kênh và đài phát thanh bổ sung đã được đưa ra: Radio 5 được ra mắt vào năm 1990, như một kênh thể thao và giáo dục, nhưng đã bị thay thế vào năm 1994 bởi Radio 5 Live, sau sự thành công của Radio 4 vì đã theo sát Chiến tranh Vùng Vịnh năm 1991. Năm 1997, BBC News 24, một kênh tin tức, ra mắt dịch vụ truyền hình kỹ thuật số và năm sau, BBC Choice đã ra mắt như là kênh giải trí thứ ba từ BBC. BBC cũng mua về The Parliamentary Channel, được đổi tên thành BBC Parliament (kênh chính phủ). Vào năm 1999, BBC Knowledge đã ra mắt như là một kênh truyền thông đa phương tiện, với các dịch vụ hiện có trên dịch vụ Teletext kỹ thuật số BBC Text và BBC Online. Kênh có mục tiêu giáo dục, đã được thay đổi sau phần nào để cung cấp thêm các phim tài liệu.

### 2000 tới 2011
Năm 2002, một số kênh truyền hình và radio đã được tổ chức lại. BBC Knowledge được thay thế bằng BBC Four và trở thành kênh nghệ thuật và tài liệu của BBC. CBBC, một kênh truyền hình cho trẻ em, đã được chia thành CBBC và CBeebies, cho trẻ nhỏ hơn. Ngoài các kênh truyền hình, các đài phát thanh kỹ thuật số mới đã được lập ra: 1Xtra, 6 Music và BBC7. BBC 1Xtra là đài phát thanh của Radio 1 và chuyên về âm nhạc hiện đại, BBC 6 Music chuyên về các thể loại nhạc khác và BBC7 chuyên về các chương trình lưu trữ, đàm thoại và lập trình cho trẻ em.
Vài năm sau đó dẫn đến việc định vị lại một số kênh để phù hợp hơn: năm 2003, BBC Choice đã được thay thế bởi BBC Three, với chương trình dành cho thế hệ trẻ và các chương trình tài liệu thực tế, BBC News 24 đã trở thành BBC News Channel vào năm 2008, và BBC Radio 7 đã trở thành BBC Radio 4 Extra trong năm 2011, với các chương trình mới để bổ sung cho những phát sóng trên Radio 4. Trong năm 2008, một kênh khác đã được đưa ra như BBC Alba, một kênh tiếng Gaelic cho Scotland.

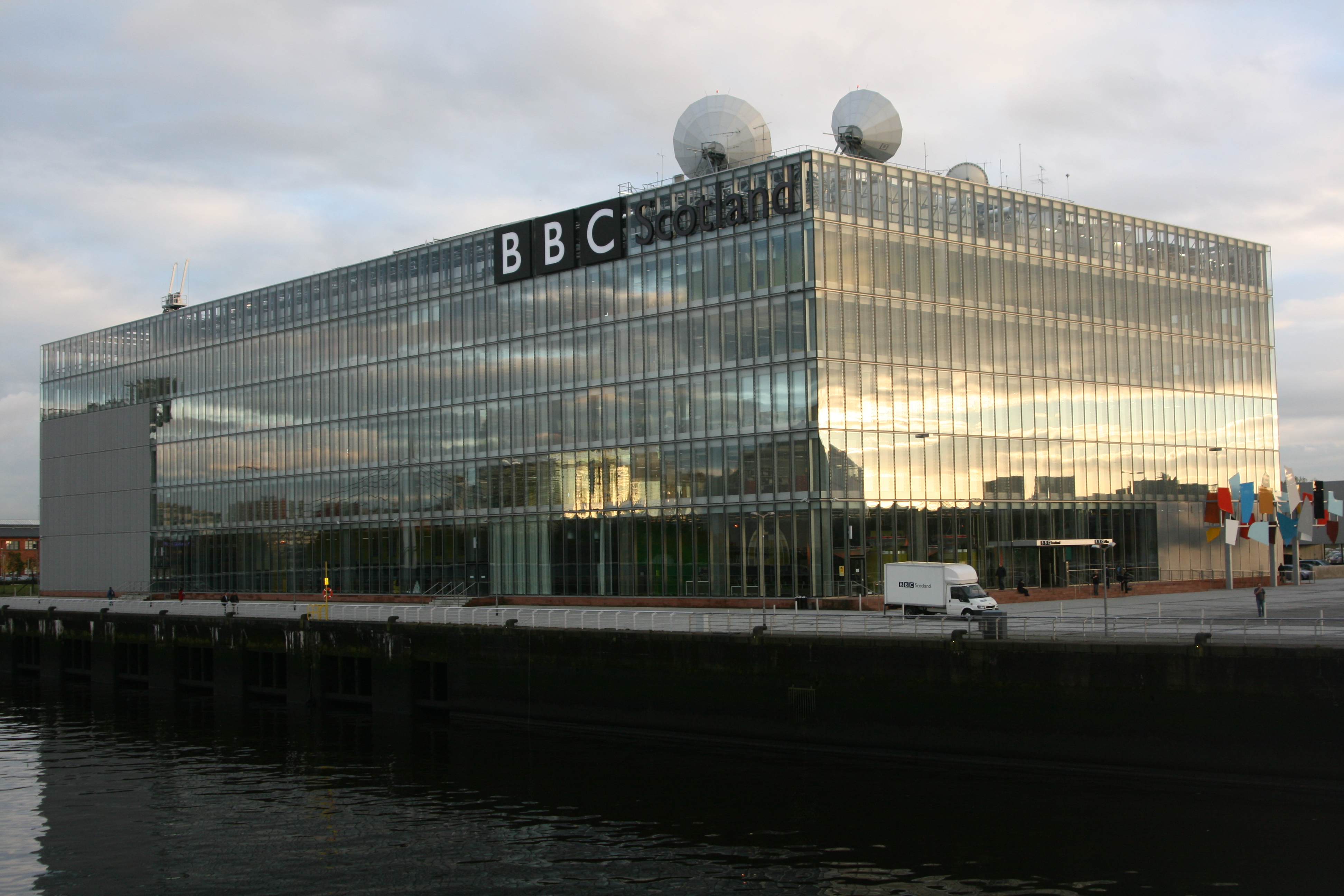
BBC Pacific Quay ở Glasgow, mở cửa vào 2007.

Trong suốt thập kỷ này, tập đoàn bắt đầu bán một số đơn vị hoạt động cho các đơn vị tư nhân; BBC Broadcast đã được tách ra làm một công ty riêng biệt vào năm 2002, và năm 2005, nó đã được bán cho Tập đoàn Macquarie Capital Alliance và Macquarie Bank Limited ở Úc và đổi tên thành Red Bee Media. Công nghệ thông tin, điện thoại và phát sóng của BBC được tập hợp lại với nhau để lập thành là Công ty Trách nhiệm Hữu hạn Công nghệ BBC (BBC Technology, Ltd.) vào năm 2001, và bộ phận này sau đó được bán cho bộ phận kỹ thuật và công nghệ điện tử của Siemens (SIS) của Đức. SIS sau đó đã được mua lại từ Siemens bởi công ty Atos của Pháp. Các hoạt động bán lại trong thập kỷ này bao gồm BBC Books (bán cho Random House vào năm 2006), BBC Outside Broadcasts Ltd (bán trong năm 2008 cho Satellite Information Services), Costumes and Wigs (cổ phần đã bán cho Angels The Costumiers vào năm 2008), và tạp chí BBC (bán cho Immediate Media Company vào năm 2011). Phần còn lại của BBC Resources được tái cấu trúc thành BBC Studios and Post Production, hoạt động cho tới ngày hôm nay như là một chi nhánh của BBC.
Cuộc điều tra Hutton năm 2004 và báo cáo theo sau đó đặt ra những câu hỏi về các tiêu chuẩn báo chí của BBC và sự công bằng của nó. Điều này dẫn đến sự từ chức của các thành viên quản lý cấp cao bao gồm cả Tổng giám đốc, Greg Dyke. Vào tháng 1 năm 2007, BBC đã phát hành biên bản cuộc họp hội đồng, dẫn đến việc Greg Dyke từ chức.
Không giống như các phòng ban khác của BBC, BBC World Service được tài trợ bởi Văn phòng Ngoại giao và Khối thịnh vượng chung. Văn phòng Ngoại giao và Khối thịnh vượng chung, thường được gọi là Văn phòng Nước ngoài (Foreign Office) hay FCO, là cơ quan chính phủ Anh chịu trách nhiệm quảng bá Vương quốc Anh tới nước ngoài.
Năm 2006, BBC HD được ra mắt như là một kênh thử nghiệm, và trở thành kênh chính thức vào tháng 12 năm 2007. Kênh phát sóng các chương trình phát sóng trên BBC One, BBC Two, BBC Three và BBC Four cũng như lặp lại một số chương trình cũ hơn theo chuẩn HD. Trong năm 2010, một kênh HD của BBC One tung ra: BBC One HD. Kênh sử dụng các phiên bản HD của các chương trình của BBC One và sử dụng các phiên bản được nâng độ phân giải từ các chương trình không được sản xuất theo chuẩn HD. Kênh BBC HD đóng cửa vào tháng 3 năm 2013 và được thay thế bởi BBC2 HD.
Vào ngày 18 tháng 10 năm 2007, Tổng giám đốc BBC Mark Thompson tuyên bố một kế hoạch gây tranh cãi để thực hiện cắt giảm lớn cũng như giảm kích thước của BBC như một tổ chức. Kế hoạch bao gồm giảm bớt 2.500 nhân sự; Bao gồm 1.800 nhân viên thừa, củng cố các hoạt động tin tức, giảm 10% sản lượng truyền hình và bán tòa nhà Television Centre ở Luân Đôn. Những kế hoạch này đã bị các công đoàn phản đối dữ dội, những người đã đe doạ sẽ tổ chức một loạt các cuộc đình công; tuy nhiên, BBC đã tuyên bố rằng những cắt giảm là điều cần thiết để thúc đẩy tổ chức và tập trung vào việc nâng cao chất lượng chương trình.
Ngày 20 tháng 10 năm 2010, Bộ trưởng Bộ Tài chính Anh George Osborne thông báo rằng lệ phí cấp phép truyền hình sẽ được đóng băng ở mức hiện tại của nó cho đến khi kết thúc điều lệ hiện tại vào năm 2016. Cùng một thông báo tiết lộ rằng BBC sẽ phải tự chi trả toàn bộ chi phí của BBC World Service và  BBC Monitoring, cũng như một phần tài trợ cho đài phát thanh xứ Wales S4C.

### 2011 tới hiện tại

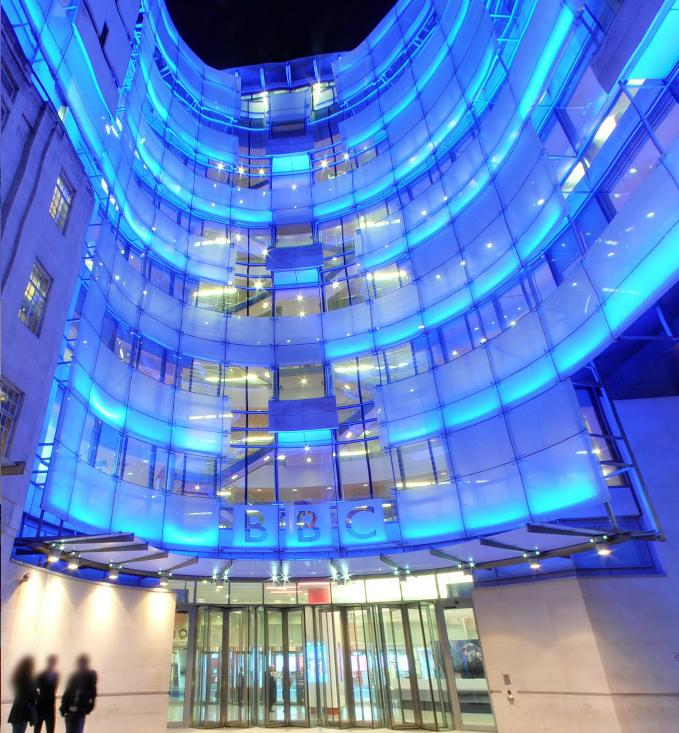
BBC New Broadcasting House, Luân Đôn đi vào hoạt động trong khoảng 2012–13

Các cắt giảm tiếp theo đã được công bố vào ngày 6 tháng 10 năm 2011, do đó BBC có thể giảm tổng ngân sách của họ là 20% sau sự đóng băng phí bản quyền vào tháng 10 năm 2010, trong đó bao gồm cắt giảm 2.000 nhân viên và gửi thêm 1.000 nhân viên đến MediaCityUK ở Salford, cùng với việc BBC Three trở thành kênh truyền hình internet vào năm 2016. BBC HD đã đóng cửa vào ngày 26 tháng 3 năm 2013, và thay thế bằng một phiên bản HD của BBC Two; Tuy nhiên, các chương trình hàng đầu, các kênh khác như CBBC và CBeebies sẽ được giữ lại. Nhiều cơ sở của BBC đã được bán đi, bao gồm New Broadcasting House trên phố Oxford ở Manchester. Nhiều phòng ban chính đã được chuyển đến Broadcasting House và MediaCityUK, đặc biệt kể từ khi BBC Television Centre được bán đi vào tháng 3 năm 2013. Các chương trình cắt giảm này đã thu hút các chiến dịch, kiến nghị và phản đối như SaveBBC3 và SaveOurBBC, đã thu hút được hàng trăm ngàn người có cùng sự quan tâm về những thay đổi này.

## Sự quản lý của chính phủ và cấu trúc đoàn thể
BBC là một công ty theo luật định, độc lập khỏi sự can thiệp trực tiếp của chính phủ, với các hoạt động đang được giám sát bởi BBC Trust (trước đây là Hội đồng thống đốc). Ban quản lý chung của tổ chức này nằm trong tay của một Tổng giám đốc, người được bổ nhiệm bởi BBC Trust, ông là biên tập trưởng và chủ tịch Ban chấp hành của BBC.

### Hiến chương
BBC hoạt động theo Hiến chương Hoàng gia. Điều lệ hiện hành có hiệu lực từ ngày 1 tháng 1 năm 2007 cho đến ngày 31 tháng 12 năm 2016. Mỗi Hiến chương Hoàng gia được lần lượt xem xét trước khi một hiến chương mới được cấp, nghĩa là mỗi 10 năm.
Hiến chương 2007 quy định rằng nhiệm vụ của Tổng công ty là để "cung cấp tin tức, giáo dục và giải trí". Nó nói rằng Tổng công ty tồn tại để phục vụ lợi ích công cộng và để thúc đẩy các mục đích công cộng: duy trì quyền công dân và xã hội dân sự, thúc đẩy giáo dục và học tập, kích thích sự sáng tạo, đại diện cho Vương quốc Anh, các quốc gia, các vùng và cộng đồng nằm trong đó, đưa nước Anh ra thế giới và thế giới đến với Vương quốc Anh, giúp cung cấp cho công chúng những lợi ích của công nghệ và các dịch vụ thông tin liên lạc đang bùng nổ, và có vai trò lớn trong sự chuyển dịch từ truyền hình analog sang truyền hình số.
Hiến chương 2007 đánh dấu sự thay đổi lớn nhất trong sự quản lý của Tổng công ty kể từ khi thành lập. Nó xóa bỏ các cơ quan quản lý gây tranh cãi là Hội đồng thống đốc, thay thế nó bằng BBC Trust và Ban chấp hành.
Theo Hiến chương Hoàng gia, BBC phải xin giấy phép từ Bộ trưởng Bộ Nội vụ. Giấy phép này đi kèm với một thỏa thuận trong đó đặt các điều khoản và điều kiện mà BBC được phép phát sóng. Cũng vì Giấy phép và Thỏa thuận này (và Luật phát sóng 1981) mà lệnh cấm phát sóng Sinn Féin từ 1988 đến 1994 được đưa ra.

### Hội đồng BBC
Hội đồng BBC (BBC Board) được thành lập vào tháng 4 năm 2017. Nó được lập ra để thay thế bộ phận quản lý trước, BBC Trust. Hội đồng quản trị đặt ra chiến lược cho công ty, đánh giá thành tích của Ban điều hành BBC trong Cung cấp các dịch vụ của BBC, và bổ nhiệm Tổng giám đốc. Hội đồng bao gồm các thành viên sau đây:
| Tên                      | Vị trí                                |
| ------------------------ | ------------------------------------- |
| Sir David Clementi       | Chủ tịch                              |
| Tim Davie                | Tổng giám đốc của BBC                 |
| Simon Burke              | Giám đốc không điều hành              |
| Dame Tanni Grey-Thompson | Giám đốc không điều hành              |
| Ian Hargreaves           | Giám đốc không điều hành              |
| Tom Ilube                | Giám đốc không điều hành              |
| Sir Nicholas Serota      | Giám đốc không điều hành              |
| Steve Morrison           | Thành viên đại diện cho Scotland      |
| Dr Ashley Steel          | Thành viên đại diện cho England (Anh) |
| Anne Bulford             | Quyền giám đốc                        |
| Tom Fussell              | CEO, BBC Studios                      |
| Ken MacQuarrie           | GIám đốc vùng quốc gia và khu vực     |

### Ban Giám đốc
Ban Giám đốc chịu trách nhiệm cho các hoạt động hàng ngày của đài. Ban Điều hành họp mỗi tháng một lần và chịu trách nhiệm quản lý hoạt động và cung cấp các dịch vụ trong khuôn khổ do Hội đồng quản trị đặt ra và do Tổng giám đốc điều hành, hiện là Tony Hall.
Tổng giám đốc là giám đốc điều hành và (từ năm 1994) tổng biên tập.
Ban chấp hành bao gồm cả giám đốc điều hành và giám đốc không điều hành, với các giám đốc không điều hành đến từ các công ty và các tập đoàn khác và được chỉ định bởi BBC Trust. Ban điều hành bao gồm Tổng Giám đốc và đại diện của mỗi bộ phận BBC:
| Tên                   | Vị trí                              |
| --------------------- | ----------------------------------- |
| TIm Davie             | Chairman; Director-General          |
| Glyn Isherwood        | Chief Operating Officer             |
| Charlotte Moore       | Chief Content Officer               |
| Tom Fussell           | Director of BBC Studios             |
| Fran Unsworth         | Director of News & Current Affairs  |
| Matthew Postgate      | Chief Technology & Research Officer |
| Ken MacQuarrie        | Director of Nations & Regions       |
| James Purnell         | Director of Radio & Education       |
| Valerie Hughes D'Aeth | Director of HR                      |

### Phân ban hoạt động
Tổng công ty có các bộ phận nội bộ sau đây chịu trách nghiệm về hoạt động của BBC:
- Nội dung, đứng đầu bởi Charlotte Moore, phụ trách các kênh truyền hình bao gồm cả việc vận hành các chương trình.
- Radio và Giáo dục do James Purnell làm chủ có nhiệm vụ phụ trách BBC Radio và nội dung âm nhạc trên BBC dưới thương hiệu BBC Music, bao gồm các chương trình âm nhạc trên truyền hình BBC, các sự kiện như BBC Proms và rất nhiều dàn nhạc như BBC Philharmonic, cũng như Children's BBC.
- Tin tức và thời sự do James Harding điều hành hoạt động của BBC News với quy mô quốc gia, khu vực và quốc tế trên truyền hình, radio và trực tuyến, cũng như sản phẩm của BBC Global News. Nó cũng chịu trách nhiệm về các chương trình thời sự và có một số trách nhiệm về chương trình thể thao.
- Nhóm tổng phụ trách do Anne Bulford lãnh đạo bao gồm Design & Engineering (thiết kế & kỹ thuật), phụ trách tất cả các đầu ra kỹ thuật số, như BBC Online, BBC iPlayer, BBC Red Button và phát triển các công nghệ mới thông qua BBC Research & Development. Bộ phận này cũng bao gồm các chức năng khác bao gồm Tài chính, Nhân sự, Chiến lược, An ninh và Tài sản.
- Vùng quốc gia và khu vực do Ken MacQuarrie đứng đầu chịu trách nhiệm về các bộ phận của Tổng công ty tại Scotland, Bắc Ailen, xứ Wales, vùng khu vực Anh.

## Tài chính
BBC có ngân sách lớn thứ hai so với bất kỳ nhà khai thác nào ở Anh với chi phí hoạt động là £ 4.722 tỷ trong năm 2013/14, so với £ 6.471 tỷ cho British Sky Broadcasting vào năm 2013/14 và 1.843 tỷ bảng cho ITV trong năm 2013.

## Trụ sở và các văn phòng

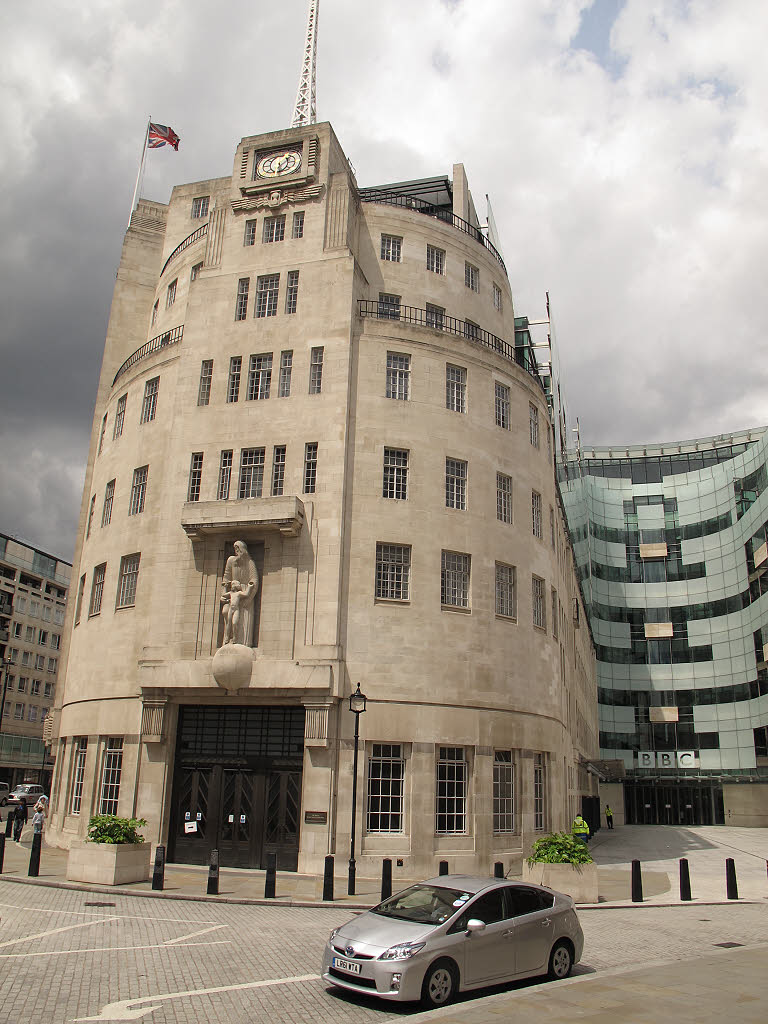
Trụ sở của BBC tại Boardcasting House ở Portland Place, Luân Đôn. Phần này của tòa nhà được gọi là 'Boardcasting House cũ'

### Tin tức

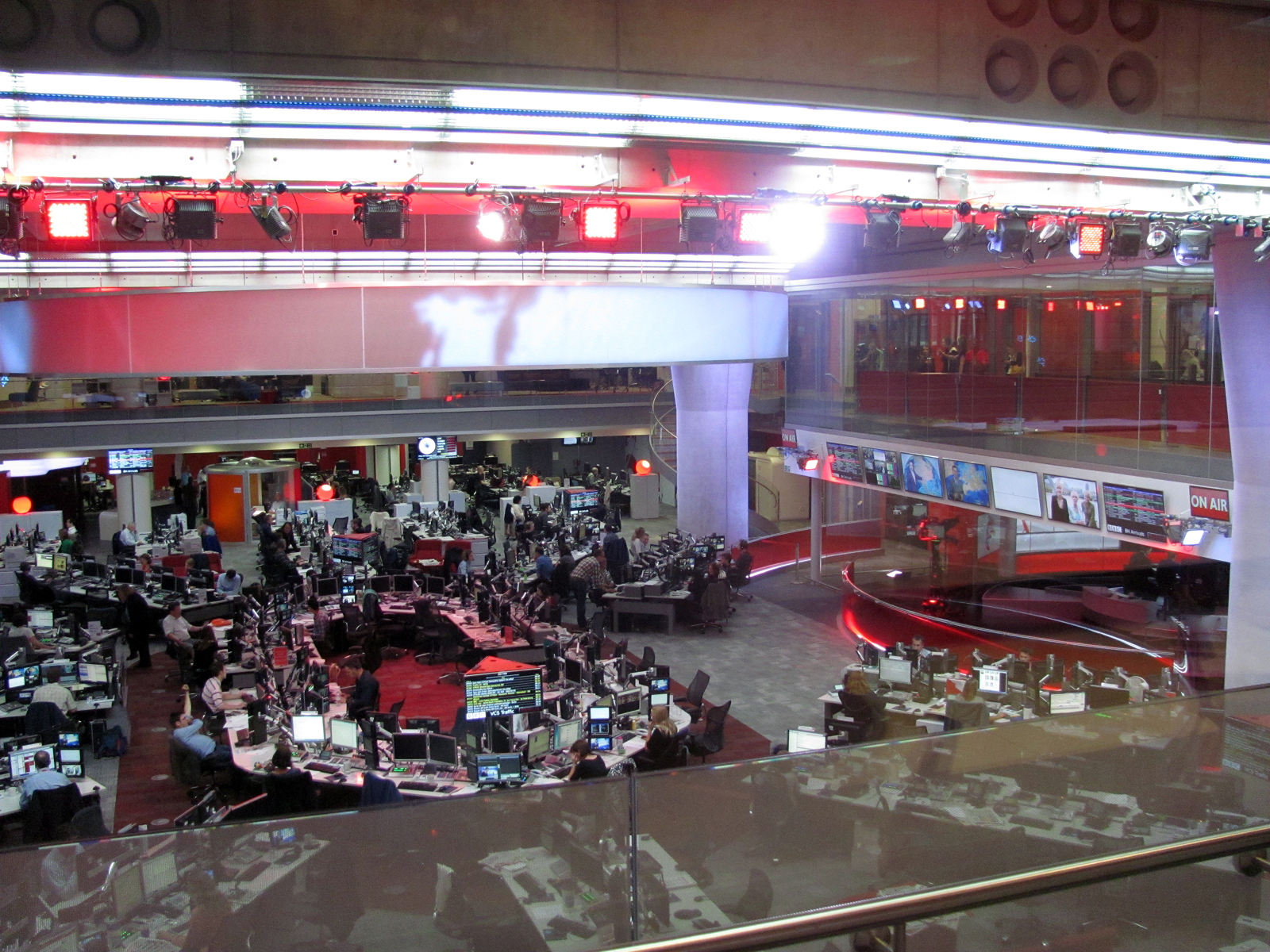
Phòng tin tức của BBC tại Broadcast House

## Logo

Logo sử dụng từ 1927 đến 1946
Logo sử dụng từ 1946 đến 1953
Logo sử dụng từ 1958 đến 1963
Logo sử dụng từ 1963 đến 1971
Logo sử dụng từ 1971 đến 1988
Logo sử dụng từ 1988 đến 3 tháng 10 năm 1997
Logo sử dụng từ 4 tháng 10 năm 1997
Logo sử dụng từ 20 tháng 10 năm 2021